# SpaceX CRS-23
SpaceX CRS-23 – trzecia bezzałogowa misja zaopatrzeniowa statku Dragon 2 firmy SpaceX do Międzynarodowej Stacji Kosmicznej. W statku Dragon umieszczono 2207 kg towaru, oprócz zaopatrzenia dla załogi i sprzętu konserwacyjnego na potrzeby działania stacji znalazło się tam wiele eksperymentów naukowych.